# Dorsey Mountains
Dorsey Mountains är ett berg i Antarktis. Det ligger i Västantarktis. Argentina, Chile och Storbritannien gör anspråk på området. Toppen på Dorsey Mountains är 355 meter över havet.
Terrängen runt Dorsey Mountains är kuperad åt nordost, men åt sydväst är den bergig. Trakten är obefolkad. Det finns inga samhällen i närheten.